# 4071 Rostovdon
4071 Rostovdon eller 1981 RD2 är en asteroid i huvudbältet som upptäcktes den 7 september 1981 av den rysk-sovjetiska astronomen Ljudmila Karatjkina vid Krims astrofysiska observatorium på Krim. Den är uppkallad efter den ryska staden Rostov-na-Donu.
Asteroiden har en diameter på ungefär 26 kilometer.